# Walther Davisson

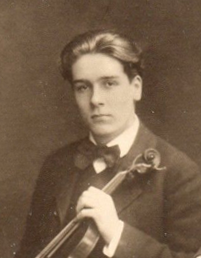
Walther Davisson (ca. 1910)

Walther Davisson (* 15. Dezember 1885 in Frankfurt am Main; † 18. Juli 1973 in Bad Homburg vor der Höhe) war ein deutscher Geiger und Dirigent.

## Leben
Davisson besuchte das Wöhler-Realgymnasium in Frankfurt am Main. Nach dem Abitur studierte er von 1900 bis 1906 Violine bei Adolf Rebner an Dr. Hoch’s Konservatorium. Von 1906 bis 1913 war er Sekundarius in dessen Quartett.
Von 1908 bis 1918 unterrichtete er Violine am Hoch’schen Konservatorium. Danach leitete er eine Violinklasse am Leipziger Konservatorium und wurde dort 1922 stellvertretender Direktor. Von 1932 bis 1942 war er deren Rektor. Zum 1. Mai 1933 war er der NSDAP beigetreten (Mitgliedsnummer 2.989.646). In den Jahren 1947 bis 1948 lehrte er an der Staatlichen Hochschule für Theater und Musik Halle. Von 1950 bis 1954 war Davisson Künstlerischer Leiter der Frankfurter Musikhochschule und des Konservatoriums. Zu seinen Schülern gehörten u. a. Gerhard Bosse, Saschko Gawriloff, Georg Hanstedt, Fritz Kirmse, Arnold Matz und Klaus Tennstedt.
Walther Davisson war zudem Herausgeber von Violinliteratur. Er edierte unter anderem Bachs Sonaten und Partiten für Violine solo.
Für das US-amerikanische Label VOX machte Davisson als Dirigent in den 1950er-Jahren einige Schallplattenaufnahmen, bei denen er Solisten wie etwa Joseph Schuster, Bronisław Gimpel und Friedrich Wührer begleitete. Diese Aufnahmen wurden in Deutschland von Europäischer Phonoklub (Verlags-GmbH in Stuttgart) vertrieben.
Seine Tochter Liselotte Ronte war Romanistin und Übersetzerin.

## Auszeichnungen
- Großes Verdienstkreuz des Verdienstordens der Bundesrepublik Deutschland[4]